# (20107) Nanyotenmondai
(20107) Nanyotenmondai est un astéroïde de la ceinture principale.

## Description
(20107) Nanyotenmondai est un astéroïde de la ceinture principale. Il fut découvert le 28 août 1995 à Nanyo par Tomimaru Okuni. Il présente une orbite caractérisée par un demi-grand axe de 2,47 UA, une excentricité de 0,13 et une inclinaison de 5,0° par rapport à l'écliptique.

## Compléments